# Frotton
Pour l’article homonyme, voir Baren.

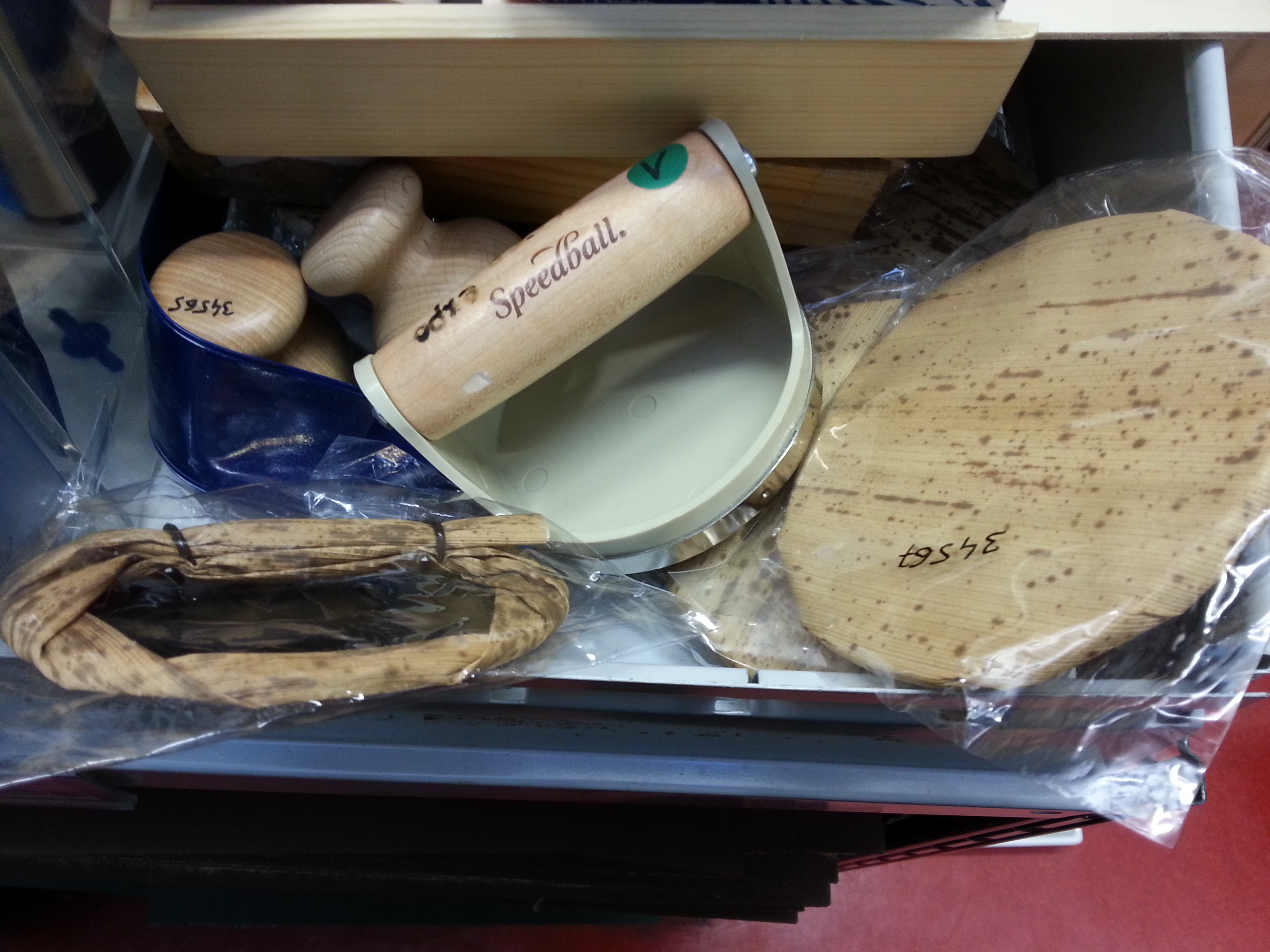
Deux baren traditionnels en feuilles séchées et au milieu, un baren moderne en bois et plastique.

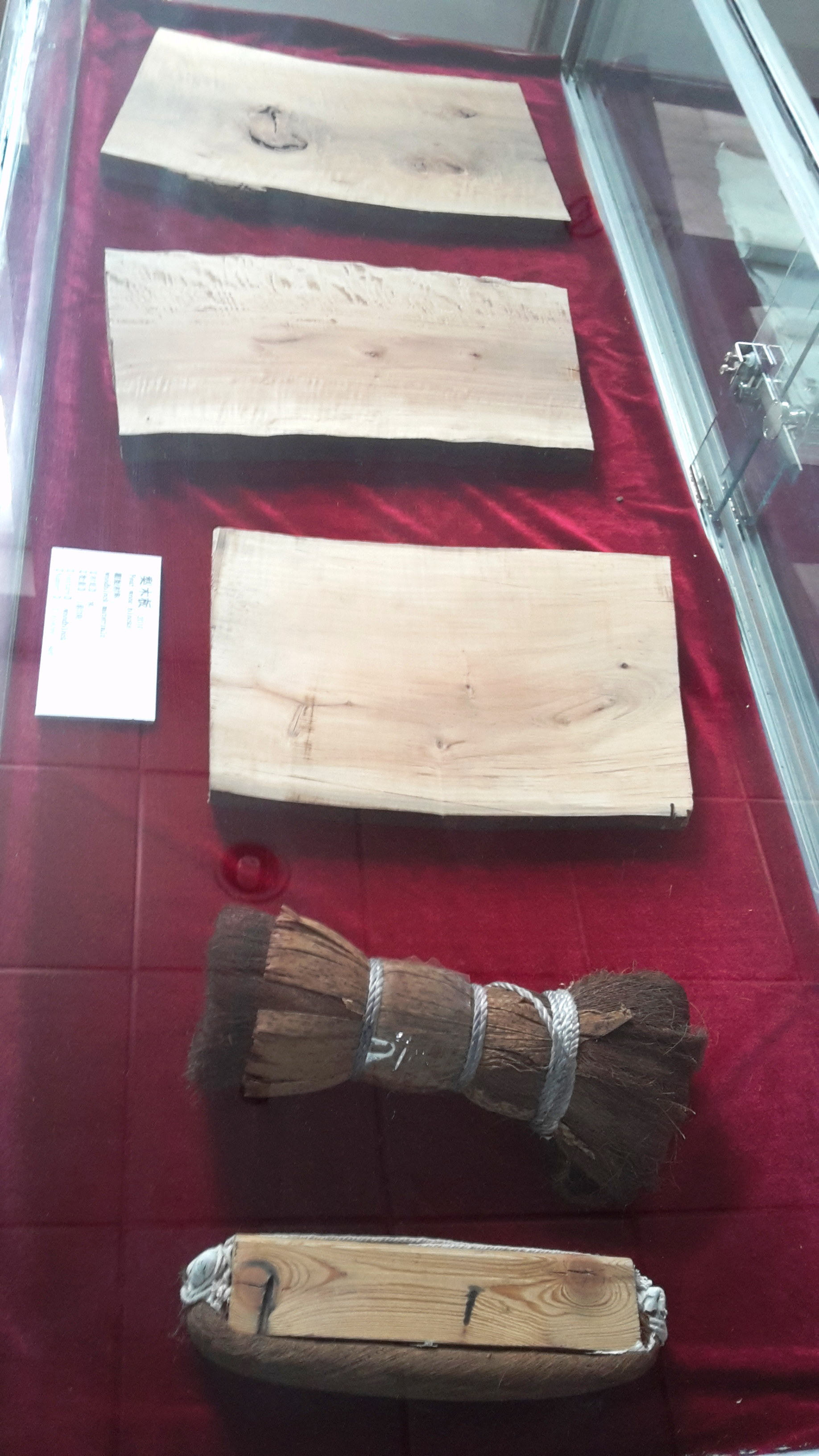
De bas en haut, móbàng, frotton chinois, ancêtre du baren, blaireau encreur, et planches de poirier.

Le frotton, également connu en France sous le nom japonais de baren (japonais : 馬連 (baren), 馬楝 (baren) ou 馬簾 (baren)), est un outil utilisé dans le domaine de la gravure et de l'estampe, traditionnellement en xylographie (gravure sur bois), en Extrême-Orient, mais aussi en linogravure (gravure sur linoléum) aujourd'hui, permettant d'imprimer sur papier (ou autre support) un motif sculpté dans une matrice.

## En Chine
En Chine, où les plus anciennes traces d'imprimerie sont apparues, le frotton, appelé mobang (chinois : 磨棒 ; pinyin : móbàng) se présente sous la forme d'un objet oblong, correspondant à la largeur de la page et, qui permet d'imprimer en un seul passage. L'encre utilisée est à base d'eau, qui passe sans trop de pression sur le papier.

## Au Japon
Le baren est un disque plat, avec une poignée tressée. Il est frotté sur la feuille posée sur la matrice préalablement encrée, ce qui permet de ne conserver que l'encre posée sur les motifs non creusés (gravure de réserve, telle que l'ukiyo-e).
Le baren peut être fait de feuilles de bambou pliées et tressées ou, plus récemment, de matière plastique.